# Tomaž Okroglič Rous
Tomaž Okroglič Rous, slovenski klaviaturist in pevec, * 3. december 1976. 
Od leta 1999 do 2024 je bil klaviaturist in spremljevalni vokal v slovenski rock skupini Siddharta. Napisal je glasbo za TV serijo V imenu ljudstva.